# Бігбі Вовк
Бігбі Вовк — вигаданий персонаж американської серії коміксів Fables, опублікованої DC Comics, і її альтернативного випуску Vertigo. Персонаж вперше з'явився в Fables #1 (липень 2002) і був створений Біллом Віллінгемом та Ланом Медіною. Він часто виступає у ролі головного персонажа серед акторського складу Fables і є головним героєм Fables: Werewolves of the Heartland, а також Fables: The Wolf Among Us, адаптація коміксів до відеогри 2013 року The Wolf Among Us.
У серіалі Бігбі Вовк є членом спільноти «Fable» — фантастичних персонажів із казок і фольклору, які кілька століть тому створили таємне суспільство в Нью-Йорку, відоме як Фейблтаун, після того, як їхню батьківщину завоював загадковий та смертоносний ворог, відомий як «Противник». Бігбі є втіленням Великого Злого Вовка, злочинного персонажа-вовка, який з'являється в кількох казках-застереженнях, зокрема в казках Грімм, таких як «Червона шапочка», «Петрик і вовк» і «Троє поросят», а також у деяких байках Езопа. Як і більшість інших байок, Бігбі є практично безсмертним і може змінювати свою форму між людською, теріантропічною гібридною формою, схожою на вовка та формою гігантського вовка. Отримавши здатність змінювати форму та пробачивши свої минулі вчинки, він взяв на себе роль шерифа Фейблтауну. Протягом наступних століть він в основному залишався у людській формі і намагався залишити позаду своє темне минуле.
Бігбі Вовк отримав позитивні відгуки за його складну характеристику, як антигерой та вважається критиками найбільш близьким персонажем серії Fable до головного героя. Версія Бігбі у відеогрі «The Wolf Among Us» отримала високу оцінку гравців і критиків.

## Концепція та дизайн
Вперше Бігбі Вовк з'являється в першому розділі першої історії Fables під назвою «Old Tales Revisited», який був зібраний у томі Fables: Legends in Exile. Сюжет включає в себе таємницю навколо очевидного вбивства Роуз Ред, коли її хлопець Джек Хорнер повідомляє Бігбі, що її вбили. Бігбі повідомляє сестру Роуз, Білосніжку, і потім розпочинає розслідування на місці злочину в ролі шерифа Фейблтауну. Візуальний дизайн Бігбі викликає атмосферу фільму нуар і викликає порівняння з персонажем «Брудного Гаррі» Клінта Іствуда та приватними детективними персонажами Гамфрі Боґарта: на його обличчі постійно лежить п'ятигодинна тінь, носить бежевий пальто і ослаблену краватку поверх сорочки, яка сама закочується в рукави.
Білл Вілінгмен
Як персонаж, сформований за архетипом культурного героя-розбійника, Бігбі має схожі риси з такими, як Джессі Джеймс чи Робін Гуд, ніж з традиційними казковими персонажами. Бігбі зображений переважно так, як захисник того, в що він вірить правильним, який ніколи не ставився до закону надто строго, оскільки він демонстрував готовність порушувати власні правила. Хоча Бігбі чинить опір типовому двійковому представленню людини і тварини, серіал починається з доволі типової трансформаційної траєкторії людини/тварини для його персонажа. Творча команда серії коміксів, Марк Бекінгем і Білл Віллінгем, підтвердили, що на початку своєї історії Бігбі відігравав негативну особистість, але його захоплення Білосніжкою та бажання захищати її стало поворотним моментом для його характерної дуги. Постійний шлях Бігбі до виправдання, зображений у серіалі, постійно переплітається з багатьма можливостями повернутися до його звірячої, жорстокої природи, яка, за словами Бекінгема і Віллінгема, ніколи не буває повністю відсутня. Постійна внутрішня боротьба за контроль над своєю справжньою природою, необхідна для того, щоб він міг спокійно співіснувати з іншими істотами в спільноті, і це єдиний шлях для таких істот, як він, знайти виправдання та отримати прощення. Хоча він відіграє важливу роль у захисті Фейблтауна від різних загроз, він часто наводить жах на тих самих людей, яких він захищає, оскільки вони знають його темне минуле.
Бігбі представлений як головний герой додаткового графічного роману «Fables: Werewolves of the Heartland».

## Біографія вигаданого персонажа
Відновившись від насильства, Бігбі став шерифом Фейблтауна. Він надзвичайно хитрий і винахідливий, крім того, він чудовий детектив. Через те, що Білосніжка має ніж із плямами лікантропії, тепер він став перевертнем і може за бажанням змінювати форму вовка, людину та проміжну стадію «людини-вовка». У «The Great Fables Crossover» виявляється, що характер Бігбі, як одного із синів Північного вітру дозволяє йому змінювати форму за власним бажанням. Він є сином Північного Вітру, звідки походить його легендарна здатність «хвикати та дихати», а також контролювати вітри. Незважаючи на його вдосконалення, він все ще може бути жорстким, якщо вважає, що ситуація вимагає цього.
Він починає відчувати почуття до Білосніжки, і вони разом народжують семеро дітей. Він звільняється з посади шерифа через обрання мером Чарівного принца, якого він зневажає, і залишає Файблтаун. З того часу він повернувся, одружився з Білосніжкою і тепер живе з нею та їхніми дітьми на спеціально відведеній ділянці землі на фермі. У «The Destiny Game» Бігбі змушує Леді Озера змінити свою долю: він ніколи не постаріє, але продовжить зростати в силі та могутності; закохається в Білосніжку; стане батьком семеро дітей, які стануть богами та монстрами, що знищать світи; і він помре сім разів, переживши всіх своїх дітей.
Зрештою Бігбі загинув від рук принца Брендіша, який перетворив його в скляну статую, а потім знищив її. Поки мешканці 13-го поверху намагаються зібрати його докупи, сподіваючись оживити, місіс Спрат забирає частину його скляного тіла. Бігбі з'являється у своєму особистому Раю, де зустрічається з Бой Блу та його сином. Бой Блу каже йому, що він може повернутися в живий світ, однак це буде складним завданням. Блу стверджує, що Бігбі повинен був стати одним із великих руйнівників, але його доля змінилася через його кохання до Білосніжки. Згодом Бігбі відроджується, але в здичавілому стані. У фінальній стадії він вбиває кількох офіцерів Манді разом з Озмою, Звіром і Дроздом. Незрозуміло, чи такий стан виник в результаті дій місіс Спрат, чи викликом, про який говорив Бой Блу, але розповідь Вінтера свідчить про перше. Він відновлюється, коли Коннер помститься йому. Після цього Бігбі і Білосніжка живуть довго і щасливо і мають багатьох нащадків.

## В інших виданнях
Вовк Бігбі виступає як головний герой The Wolf Among Us, графічної пригодницької гри від третьої особи. Бігбі озвучує Адам Гаррінгтон, який також озвучував Лісовика з «Червоної Шапочки», давнього суперника Бігбі. Гравці керують Бігбі, який розслідує жорстокі вбивства казкових персонажів і повільно розгадує таємницю вбивці з Файблтауна. Досліджуючи оточення, Бігбі може взаємодіяти з об'єктами та розмовляти з неігровими персонажами, багато з яких є вже відомими персонажами серіалу, зокрема Білосніжка, Лісовик і Спляча Красуня. Вибрані варіанти діалогу під час розмов можуть мати позитивний або негативний вплив на те, як інші персонажі сприймають Бігбі, а їх сприйняття має далекосяжні наслідки, що впливають на подальший розвиток подій у сюжеті. Деякі сцени більше орієнтовані на дії, що піддають Бігбі серії Quick Time Event (QTE), на які гравці повинні відповісти.
Розгалужена сюжетна лінія відеогри адаптовується та впорядковується в єдину сюжетну лінію під назвою Fables: The Wolf Among Us, перший випуск якої вийшов 10 грудня 2014 року та опублікований Vertigo Comics. Він був написаний Метью Стерджесом і Дейвом Джастусом. Fables: The Wolf Among Us служить канонічним приквелом серії коміксів. Серія завершилася 3 листопада 2015 року.
Бігбі повинен буде появитись головним героєм майбутньої відеогри The Wolf Among Us 2, який продовжить події після першої гри. Гаррінгтон збирається повторити свою роль персонажа. Гру розробляє компанія LCG Entertainment, яка працює як Telltale Games, у співпраці з AdHoc Studio, яка складається з колишніх співробітників Telltale Games.

## Відгуки та критика
Бігбі Вовк був позитивно сприйнятий критиками. У деяких виданнях вважають, що Бігбі один із найголовніших героїв у Fables через центральну роль, яку він відіграє впродовж більшої частини наративу. Канненберг вважає, що початкове зображення Бігбі який носить пальто, вносить переконливий шар нуару в історію у своїх перших виступах. IGN вибрав Бігбі одним із своїх улюблених персонажів Fables, описавши його як «Росомаху та Циклопа з команди Fables, об'єднані в одне ціле», і «ймовірно, найбільш неправдоподібного сім'янина в усьому Fables», що додає йому привабливості як головного героя.
Джастін Кларк з GameSpot описав Бігбі як «грубого, холодного та задумливого» Росомаху, який носить плащ Сема Спейда, зазначивши його фізичну схожість із персонажем серіалу «Загублені» Джеймсом «Сойєром» Фордом і те, що його «минулі злочини постійно обтяжують його». Хоча в кінцевому випадку, він вважав, що відеогра Бігбі — це «інший, легший, більш людяний персонаж» навіть у випадку жорстоких рішень, які гравець міг прийняти як Бігбі. Девід Хінкл з Engadget високо оцінив гру за «запальне» змішування зрілих тем, таких як покаяння та спокута, з казковою магією та забобонами, як частину персонажа Бігбі. Він зазначив, що Бігбі не є, ані доброзичливим, ані злим, і що він існує десь посередині з точки зору моралі, але в інший момент намірено провокуючи. Джосія Гарріст із Killscreen зазначив, що Бігбі «викрадає увагу як, здавалося б, несхожий на виправдання антигерой, що прагне виправлення», і що іронічно, що «найбільший і найзліший монстр Фейблтауна виявився тим, хто зберігає мир». Оззі Мехія з Shacknews назвав Бігбі «цікавим, багатогранним персонажем», якого можна сформувати як «безсердечного прагнення до помсти» або людину із «золотим серцем під його грубою зовнішністю», залежно від вибору гравця.
Вовк Бігбі з «The Wolf Among Us» отримав визнання як Найпам'ятніший персонаж на церемонії премії «Гра року 2014» від New Game Network За свою роботу в ролі Бігбі Вольфа, у 2014 році Гаррінгтон отримав номінації від BAFTA Games Awards у категоріях «Сюжет і виконавець» і від National Academy of Video Game Trade Reviewers (NAVGTR) у категорії «Виконання в драмі, головна роль».
Після першого анонсу продовження Wolf Among Us у липні 2017 року Алекс Вокер з Kotaku висловив перевагу до сюжету, яка більше обертається навколо бажань Бігбі, на відміну від Білосніжки чи політичних інтриг Фейблтауну, які домінували в розповіді першої гри.

### Аналіз
У своєму есе «Обговорення маскулінності військового часу в байках Білла Віллінгема» Марк К. Хілл описав характеристику Бігбі як «частково твердий детектив, частково солдат, частково антигерой». Він зазначив, що стереотипний образ голлівудського поліцейського детектива Бігбі — це лише один аспект розрізнених оповідей і століть культурних ідеологій, які складають особисту історію персонажа. Хілл пов'язав Бігбі з дослідженнями міфів Джозефа Кемпбелла про героя як чужоземця, позначеного надприродними здібностями від народження, з легендою про Беовульфа з його здатністю прийняти альтернативну форму істоти, схожої на вовка, та з політикою конфліктів і війни, що оточують створення серії «Fables» через військову історію персонажа. Хілл стверджував, що персонаж служить як «гранична межа», концепцією, спочатку розробленою Хомі К. Бхабхою, «де педагогічні, націоналістичні та опірні наративні дискурси будують, маневрують та ведуть переговори з ідентичністю».
Клаудія Швабе погодилася з зауваженням Хілла, що мужність і героїзм Бігбі додатково підкреслені його участю у військовому конфлікті, але вона висловила сумнів у його твердженні, що історія «Військових історій» не висловлює сумніви у відважності, обов'язку чи праведності американських зусиль у війні, а натомість цього прославляла культурну пам'ять про мужнього героя-солдата у війні, за якого варто боротися, і привернула увагу до того, що вона сприймала як підривний характер 2 частини оповідання, яка представляє питання жахливості чи «інакшості» проти зла. Вона зазначила, що Бігбі, надприродна істота-перевертень, що живе в Америці, зрештою подружився зі своїм «ворогом», створеною нацистами версією класичного монстра Франкенштейна, який фактично не має злих намірів до Бігбі, після того, обманули із обрубанням голови цієї істоти, стверджуючи, що розв'язка історії демонструє бажання серіалу кинути виклик уяві читачів про класичних монстрів і казкових істот як про злих істот. На її думку, серія Fable вказує на те, що всі злі вчинки можна пробачити і що будь-який лиходійний персонаж може знайти спокуту, якщо він захоче та зможе зробити спробу.
У своїй книзі A Tour of Fabletown: Patterns and Plots in Bill Willingham's ables Нета Гордон вказала, що нові елементи характеру Бігбі були представлені в пізніших сюжетних арках серії, де його часто зображували як зацікавленого, турботливого і захисного батька. Гордон висловила думку, що батьківська особистість Бігбі доповнює його функцію як «постачальника воєнної мужності», і що вона «надзвичайно багата» в порівнянні зі звичайними батьками з казок і фольклору. У фінальному томі «Fables» важливість Бігбі у сюжеті серії значно зменшується, і він в основному діє як домашній партнер Білосніжки.
Можливість Бігбі виявити свій гнів і розлюченість на інших персонажів у «The Wolf Among Us» була предметом обговорення і аналізу. Браян Альберт з IGN порівняв Бігбі з Лі Евереттом з відеогри «The Walking Dead» і висловив думку, що, на відміну від Лі, репутація Бігбі домінує його розмовами, роботою та стосунками і ніколи не має шансу бути сприйнятим як нова особа. Альберт відчував дискомфорт, проектуючи свої особисті погляди на те, що на його думку, є визначеним персонажем під час гри, і в результаті він почав цінувати силу сюжету гри. У цьому контексті він вважав, що обставини Бігбі виправдовують моменти, коли йому дозволяється прийняти свою темну природу та завдати шкоди іншим героям. Г. Крістофера Вільямса з Pop Matters потішила можливість Бігбі (на розсуд гравця) помститися неігровим персонажам за їх ненависть до дівчат. Вільямс стверджував, що Бігбі має потенціал стати «інструктивним інструментом для тих, хто турбується про повсякденний сексизм», а також «тим видом затемнюючого ефекту, який має перевикористана мова на її значення та наслідки».